# Glückauf-Brauerei
Glückauf-Brauerei GmbH est une brasserie à Gersdorf.

## Histoire

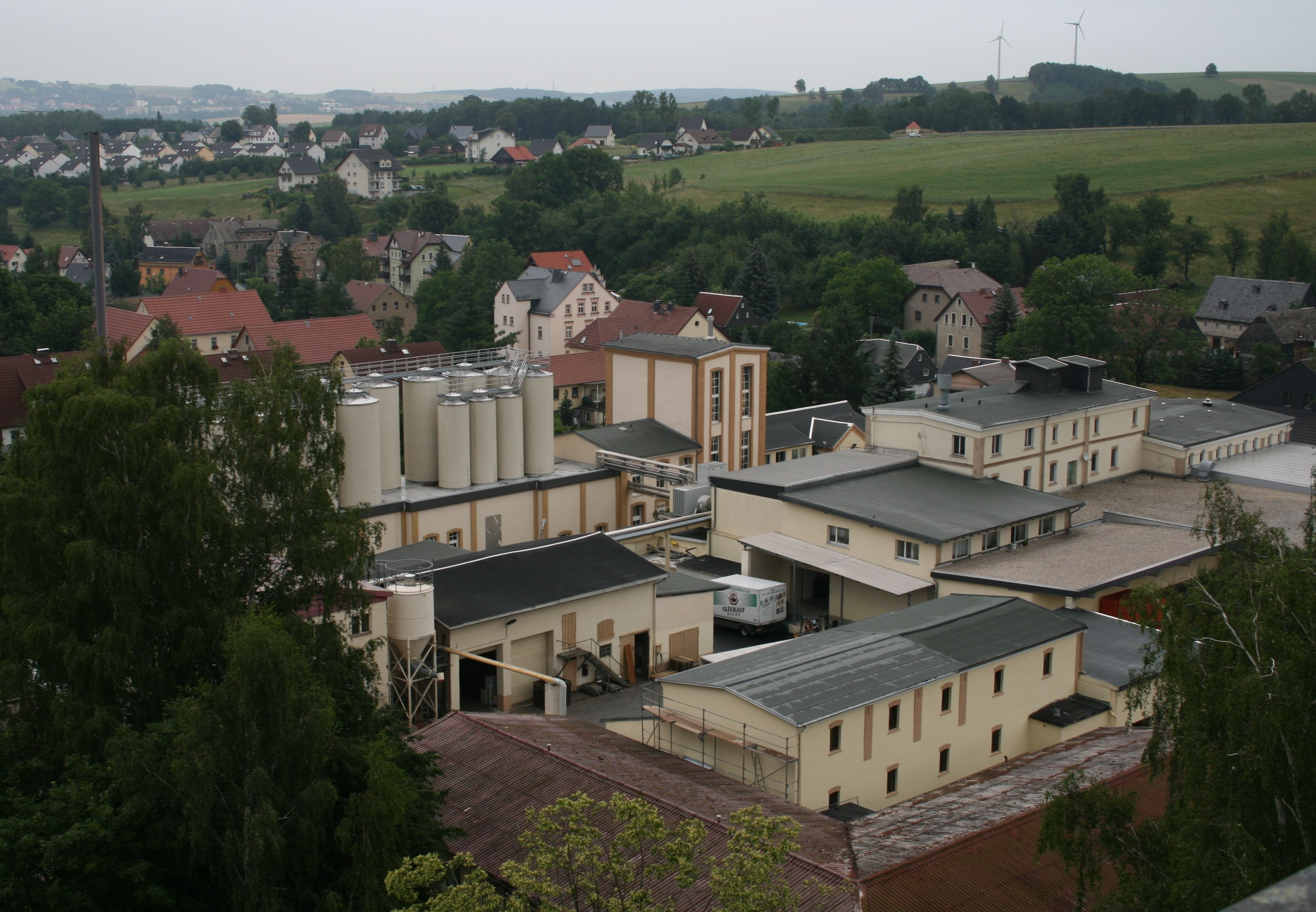
Vue sur les bâtiments de la brasserie

En 1880, Richard Hübsch, le fils d'un aubergiste, fonde la brasserie. Avec 6 employés au début, 3 000 hectolitres de bière sont brassés chaque année dans une ancienne usine de chaussettes. Des années 1890 jusqu'à la Première Guerre mondiale, la brasserie est largement agrandie et modernisée, y compris une salle de brasserie, une chaufferie et une salle des machines et une cave de stockage et de fermentation sont construites et agrandies pour le maltage. La production annuelle augmenté à 3 000 hl.
Avec l'ouverture de la ligne de Hohenstein-Ernstthal à Oelsnitz, l'usine bénéficie d'une bifurcation. En 1924, la brasserie est affiliée au groupe Felsenkeller jusqu'à l'expropriation en 1946. En janvier 1949, la brasserie Glückauf devient une entreprise publique.
Après die Wende, Treuhand rend la brasserie privée.

## Production
- Bière :
  - Glückauf Pilsener
  - Glückauf Edel
  - Glückauf Bock
  - Glückauf Schwarzes
  - Karl May Premium Pils
  - Kräusenbier (Kellerbier naturellement nuageuse non filtrée)
  - GB Prime
  - Glückauf Edelpils
  - Gersdorfer Ale
  - Gersdorfer Heller Bock
  - Das Deputat

- Mélanges avec de la bière :
  - Glückauf Radler
  - Glückauf Happy Kooks
  - Cheer (avec de la cerise)

- Boissons sans alcool
  - Fassbrause Himbeere
  - Fassbrause Zitrone

- Sous-productions :
  - Lößnitz-Pils
  - Lößnitz Bockbier